# MCH Private Equity
MCH Private Equity Investments es una empresa española de capital inversión que cuenta, entre otros, con los fondos de capital riesgo MCH Iberian Capital Fund I, II, III y IV, que representan conjuntamente más de 850 millones de euros. La empresa, que está entre los cinco mayores grupos independientes de capital inversión en España, tiene sede operacional en Madrid.

## Historia
MCH Private Equity se fundó en 1998 por Jaime Hernández Soto, que anteriormente trabajó para la Banca Lazard y los bancos Santander y Exterior, y por José María Muñoz, que trabajó varios años en la consultora McKinsey & Company y, anteriormente, en el grupo de Strategic Management Services de Andersen Consulting. 
El primer fondo, MCH Iberian Capital Fund I, se cerró con 90 millones de euros. MCH Iberian Capital Fund II, se cerró con 160 millones de euros. MCH Iberian Capital Fund III, cerrado en 2009, captó 250 millones. En 2017 cerró su IV fondo con 350 millones de inversión. Desde dicha fecha, MCH ha participado en una treintena de operaciones de capital riesgo (LBOs, capital desarrollo, etc.) en diversos sectores económicos, incluyendo equipamientos e industria especializada, servicios, productos de consumo o distribución - por mencionar algunos-, habiendo desarrollado importantes proyectos empresariales en el pasado y habiendo completado para muchas de las compañías un ciclo completo de inversión y desinversión.
MCH se caracteriza por un enfoque activo en la inversión, comenzando por un análisis riguroso de los sectores industriales y continuando con un apoyo activo a los equipos de gestión de las compañías participadas, siempre con un enfoque de creación de valor a medio plazo mediante la mejora y crecimiento de los propios negocios.

## Cronología reciente
- 2010: MCH entra en el capital de Conservas Isabel, un enseña conservera española, con una inversión de 60 millones de euros.[3]
- 2011: MCH compra un 20% de la compañía Europastry por una cifra no desvelada.[4]
- 2016: En febrero, MCH se hace con un 35% de la compañía Jeanologia por 10 millones de euros. Jeanologia es una compañía española especializada en tecnología para el acabado textil.[5]

## Inversiones
Las inversiones de MCH Private Equity se concentran principalmente en España y países de la UE. En junio de 2016, en la cartera del fondo de inversiones se incluían las siguientes compañías:
- Talgo
- Europastry
- Conservas Garavilla (Isabel)
- Nutricafés
- Gamo
- Lenitudes
- Segur Ibérica
- Comess Group (Lizarrán, Cantina Mariachi)
- Irestal Group
- Azulev